# Мъници в Шантаверситета
„Мъници в Шантаверситета“ (на английски: Tiny Toons Loonivesity) е американски анимационен ситком, разработен от Ерин Гибсън и Нейт Каш за Картун Нетуърк и Макс. Той е рестарт на оригиналния сериал „Приключенията на дребосъците“ и включва по-старите версии на героите. Двата сезона са продуцирани от Амблин Телевижън и Уорнър Брос Анимейшън. Първият сезон е излъчен на 8 септември 2023 г. в стрийминг услугата Макс, който е последван от телевизионна премиера по Картун Нетуърк на 9 септември. Първата половина на втори сезон е излъчена на 8 март 2024 г., заедно със специалния епизод на пролетната ваканция.

## Озвучаващ състав в оригинала
- Ерик Бауза[3] – Бъстър Бъни, Каламити Койота, Дафи Дък, Госамър, Марвин Марсианеца
- Ашли Кристал Хеърстън – Бабс Бъни[3]
- Дейвид Ериго-младши – Плъки Дъг и Хамптън Дж. Пиг[3]
- Марийв Херингтън – Фифи Ла Фъм
- Теса Нетинг – Суийти Бърд и Лил Снийзър[3]
- Джеф Бъргман[3] – Бъгс Бъни, Силвестър, Фогхорн Легхорн
- Боб Бъргън – Порки Пиг[3]
- Кенди Майло[3] – Баба, Вещицата Хейзъл, Монтана Макс
- Фред Таташор[3] – Таз
- Крий Съмър – Елмайра Дъф[3]
- Натали Паламидес – Шърли и Фърбол
- Бетси Содаро – Дизи Дявол
- Кари Уолгрън – Лола Бъни и Б'Шара Бъни
- Пол Джулиън – Литъл Бийпър и Бързоходеца (архивни записи, некредитирани)
- Джей Пи Карлиак – Мерлин, магическия мишок
- Лорейн Нюман – Джоан Шуинфелд
- Тони Родригез – Реналдо Ракун

## Производство

### Разработка
Сериалът е обявен на 28 октомври 2020 г. в сайта на „Амблин Ентъртейнмънт“. Той е поръчан за два сезона за всеки епизод, който е с времетраене 30 минути. За разлика от оригиналния сериал, Стивън Спилбърг се завърна с ролята си като изпълнителен продуцент. Сам Реджистър, Дарил Франк и Джъстин Фалви също служат като изпълнителни продуценти, докато Ерин Гибсън е шоурънър и ко-изпълнителен продуцент. Премиерата на сериала трябваше да бъде излъчена по „Ейч Би О Макс“ и самостоятелно по „Картун Нетуърк“ на 8 септември 2023 г.

## Премиера
Премиерата на сериала се излъчи по Макс на 8 септември 2023 г. и по Картун Нетуърк на следващия ден. Ще дебютира във Великобритания и Ирландия чрез Бумеранг на 15 април 2024 г.

## В България
В България сериалът се излъчва по локалната версия на „Картун Нетуърк“ на 29 април 2024 г. с разписание всеки делник от 18:20 ч. След това се излъчва и в стрийминг платформата „Ейч Би О Макс“.

### Нахсинхронен дублаж
| Роля             | Изпълнител              |
| ---------------- | ----------------------- |
| Бъстър Бъни      | Ангел Проданов          |
| Бабс Бъни        | Елена Грозданова        |
| Плъки Дък        | Марио Иванов            |
| Таз              | Марио Иванов            |
| Хамтън           | Александър Хаджиангелов |
| Суийти           | Ангелина Русева         |
| Дизи Дявол       | Николай Петров          |
| Шърли            | Евгения Ангелова        |
| Лил Снийзър      | Евгения Ангелова        |
| Фърбол           | Евгения Ангелова        |
| Б'Шара Бъни      | Евгения Ангелова        |
| Джоан Шуинфелд   | Евгения Ангелова        |
| Автоматичен глас | Евгения Ангелова        |
| Фифи             | Мина Костова            |
| Бъгс Бъни        | Иван Трайков            |
| Дафи Дък         | Петър Бонев             |
| Порки Пиг        | Живко Джуранов          |
| Баба             | Василка Сугарева        |
| Йосемити Сам     | Георги Спасов           |
| Треньор Легхорн  | Симеон Дамянов          |
| Силвестър        | Симеон Дамянов          |
| Реналдо          | Симеон Дамянов          |
| Лола Бъни        | Радослава Стойнева      |
| Бърта            | Радослава Стойнева      |
| Мерлин           | Владислав Виолинов      |

| Обработка           | студио „Про Филмс“           |
| ------------------- | ---------------------------- |
| Режисьор на дублажа | Евгения Ангелова             |
| Преводачи           | Ромина Кирчева Лора Станоева |

- Кукления актьор Иван Трайков за втори път сменя Иван Велчев като българския глас на Бъгс Бъни след „Бъгс Бъни строители“.
- Евгения Ангелова, която е режисьор на дублажа на сериала, озвучава и Шърли, Лил Снийзър, Фърбол и Б'Шара Бъни.